# イオニコスFC
イオニコスFC（Ionikos Football Club (ギリシア語: ΠΑΕ Ιωνικός)）は、ギリシャ・ピレウス県ニケアに本拠地を置くサッカークラブ。1965年設立。
総合スポーツクラブイオニコス・ニカイアス (ギリシャ語：Ιωνικός Νίκαιας)のサッカー部門で、他にもバスケットボール、水球の各部門がある。

## 歴史
1965年6月1日、ニケアに本拠地を置いていた二つのスポーツクラブが合併し発足した。
1989年から2007年までの18シーズン中16シーズン、国内最高リーグのギリシャ・スーパーリーグに所属した。リーグでの歴代最高成績は5位。キペロ・エラーダスでは2000年大会で準優勝。国際大会では1999-2000シーズンにUEFAカップに参加、一回戦で敗退した。

## 現所属メンバー
2022年12月13日現在
注：選手の国籍表記はFIFAの定めた代表資格ルールに基づく。
| No. | Pos. |            | 選手名                             |
| --- | ---- | ---------- | ---------------------------------- |
| 1   | GK   | アルバニア | Armando Përlleshi                  |
| 3   | DF   | ポルトガル | ウーゴ・ソウザ                     |
| 4   | DF   | ギリシャ   | コンスタンティノス・ツィリゴティス |
| 5   | MF   | ガーナ     | ラマン・チブサー                   |
| 6   | MF   | フランス   | ファビアン・アンテュネ             |
| 8   | MF   | フランス   | ジネディーヌ・マシャク             |
| 9   | FW   | ギリシャ   | ニコラオス・ヨアンニディス         |
| 16  | DF   | ウクライナ | ドミトロ・チグリンスキー           |
| 18  | DF   | ギリシャ   | ゲオルギオス・セルヴィラキス       |
| 21  | MF   | ギリシャ   | ヴァシリス・ポゴシアン             |
| 22  | DF   | ギリシャ   | ゲオルギオス・ミガス               |
| 23  | MF   | ギリシャ   | フリストス・ヨアンニディス         |

| No. | Pos. |              | 選手名                         |
| --- | ---- | ------------ | ------------------------------ |
| 24  | MF   | トーゴ       | アレクシス・ロマオ ()          |
| 30  | GK   | ギリシャ     | ゲオルギオス・フリストドゥリス |
| 34  | MF   | アルゼンチン | マクシミリアーノ・ロベラ       |
| 66  | DF   | オーストリア | エマヌエル・シャキッチ         |
| 75  | MF   | フランス     | バンディウグ・ファディガ       |
| 77  | MF   | シリア       | アイアス・アオスマン           |
| 87  | MF   | スペイン     | ホセ・カニャス                 |
| 91  | MF   | ギリシャ     | フリストス・エレフセリアディス |
| 92  | MF   | ブラジル     | セバ                           |
| 94  | GK   | ギリシャ     | レフテリス・フテシオティス     |
| 99  | FW   | ギリシャ     | ヴァシリオス・マンツィス       |
| -   | MF   | ギリシャ     | ヴァンゲリス・プラテラス       |

## 歴代所属選手
- スティーブン・トゥイード (1996-1997)
- アントニ・リマ (2001-2002)
- イルデフォンス・リマ・ソラ (2001-2002)
- コンスタンティノス・メンドリノス (2003-2004, 2005-2006)
- パブロ・バスティアニーニ (2006-2007)
- 福田健二 (2008-2009)
- ニコラエ・ミテア (2010)
- アンリ・カマラ (2016-2017)

## タイトル

### 国内大会
- スーパーリーグ2 (2): 1993-94, 2020-21
- ガンマ・エスニキ (2): 1976-77, 1981-82 (グループ1)
- デルタ・エスニキ (1): 2012-13 (グループ9)

## 欧州の成績
| シーズン | 大会       | ラウンド | 対戦相手 | ホーム | アウェー | 合計 |  |
| -------- | ---------- | -------- | -------- | ------ | -------- | ---- |  |
| 1999–00  | UEFAカップ | 1回戦    | FCナント | 1–3    | 0–1      | 1–4  |  |